# Daniel João Paulo
Daniel João Paulo (Araras, 12 gennaio 1981) è un ex calciatore brasiliano, di ruolo attaccante.

## Carriera

### Club
Ala destra, dove aver giocato per qualche anno in patria, nel 2004 si trasferisce agli svizzeri del Servette. In seguito gioca con il Real Murcia, che alla seconda stagione lo manda in prestito allo Young Boys nel 2005: segna 18 gol in 26 incontri di campionato, raggiungendo il secondo posto nella classifica marcatori. Gli svizzeri ne riscattano il cartellino ma nel gennaio 2007 la società di Berna lo cede in prestito allo Strasburgo. In seguito gioca al Xamax e in Portogallo, decidendo di tornare in patria. Nel 2011 si accorda con il Wisla Plock, terminando la carriera in Polonia.